# Kərim Sərdarov
Tofiq Məmmədov (6 de julio de 1974) es un deportista azerbaiyano que compitió en yudo adaptado. Ganó una medalla de plata en los Juegos Paralímpicos de Pekín 2008 en la categoría de –100 kg.

## Palmarés internacional
| Juegos Paralímpicos | Juegos Paralímpicos | Juegos Paralímpicos | Juegos Paralímpicos |
| Año                 | Lugar               | Medalla             | Categoría           |
| ------------------- | ------------------- | ------------------- | ------------------- |
| 2008                | Pekín (China)       | Medalla de plata    | –100 kg             |